# Paul Scherer
Paul Friedrich Scherer (* 4. Dezember 1876 in Beilstein; † 11. April 1940 in Tuttlingen) war ein deutscher Kommunalpolitiker und von 1908 bis 1938 Oberbürgermeister der Stadt Tuttlingen.
Scherer stammt aus einer Lehrerfamilie. Sein Vater arbeitete unter anderem als Rektor an einer  Stuttgarter Schule. Paul Scherer studierte Rechts- und Staatswissenschaften in Tübingen. Während seines Studiums wurde er im Wingolf aktiv. Anschließend arbeitete er als Amtmann in Urach. Im Juli 1908 wurde er als Nachfolger von Julius Keck, der zuvor zum Oberbürgermeister von Göppingen gewählt wurde, Oberbürgermeister von Tuttlingen. 1921 und 1931 wurde er jeweils im Amt bestätigt.
Nach der Machtergreifung durch die Nationalsozialisten im Januar 1933 blieb Scherer im Amt, lehnte aber im März 1933 die Beflaggung des Tuttlinger Rathauses mit einer Hakenkreuzfahne zunächst ab. Dieser stimmte er erst zu, als Reichspräsident Paul von Hindenburg dies anordnete. Die Gleichschaltung des Gemeinderats im Mai 1933 führte Scherer durch. In Scherers Amtszeit fiel die Eröffnung des neuen Tuttlinger Bahnhofs im September 1933. Im März 1938 setzte sich Scherer zur Ruhe und verbrachte seinen Lebensabend in Tuttlingen. Sein Nachfolger wurde Max Haug.